# Pierre Colomb
Pierre Colomb est un homme politique français né le 22 juillet 1883 à Paris et mort le 12 juillet 1958 à Buxerolles dans la Vienne. Il est le fils de Georges Colomb, l'auteur du Sapeur Camember.

## Biographie
Tout d'abord membre du Parti républicain, radical et radical-socialiste, il est élu député de la Vienne en 1928. Il est réélu en 1932 sous cette même étiquette. Hostile au Front populaire, en 1936, Pierre Colomb se rapproche de la mouvance radicale indépendante. De nouveau élu député, il s'inscrit cette fois-ci au groupe de la Gauche démocratique et radicale indépendante.
Le 10 juillet 1940, il vote en faveur de la remise des pleins pouvoirs au Maréchal Pétain. Cet acte marque la fin de sa carrière parlementaire.

## Sources
- « Pierre Colomb », dans le Dictionnaire des parlementaires français (1889-1940), sous la direction de Jean Jolly, PUF, 1960 [détail de l’édition]